# Abid ibn Szarijja al-Dżurhumi
Abid ibn Szarijja al-Dżurhumi (VIII wiek) – arabski rapsodysta, jemeńczyk. Przebywał na dworze Mu'awiji w Damaszku. Na zlecenie swego opiekuna gromadził i spisywał stare opowiadania i legendy południowoarabskie.
Najbardziej znanym zbiorem była księga Kitab al-muluk wa achbar al-madin (Księga królów i historia starożytnych). Było ono bardzo znane i popularne do X wieku. Do naszych czasów nie zachowało się.